# Kanawa (Seekabel)
Das Kanawa-Seekabel ist ein privates Glasfaserkabel, welches im Januar 2019 in Betrieb genommen wurde. Es verbindet Französisch-Guayana mit der Karibikinsel Martinique und ist im Besitz des französischen Telekommunikationsunternehmens Orange.
Die Planung und der Bau wurden in weniger als zwei Jahren durchgeführt. Gelegt wurde das Kanawa-System von Orange Marine, einem Tochterunternehmen von Orange. Das Kabel besteht aus zwei Paar Kabelsträngen und hat eine Länge von knapp 1700 Kilometern. Es ist laut Orange eins der leistungsstärksten Seekabeln in der Region. Die Kosten beliefen sich insgesamt auf etwa 35 Millionen Euro.
Landungspunkte bestehen in:
1. Schœlcher,  Martinique
2. Kourou,  Französisch-Guayana